# Pitohui uropygialis
El pitohuí variable sureño (Pitohui uropygialis) es una especie de ave paseriforme de la familia Oriolidae endémica del sur y oeste de Nueva Guinea y algunas islas aledañas. Es una de las pocas aves tóxicas conocidas.

## Taxonomía
Anteriormente se consideraba conespecífico del pitohuí variable norteño (Pitohui kirhocephalus), hasta que en 2013 se escindió como especies separada.
Se reconocen cinco subespecie:
- P. u. uropygialis - (Gray, GR, 1862): Se encuentra en las islas Salawati y Misool  (archipiélago Raja Ampat) y la península de Doberai (noroeste de Nueva Guinea);
- P. u. brunneiceps - (D'Albertis y Salvadori, 1879): se encuentra desde el  golfo de Papúa al río Fly;
- P. u. nigripectus - van Oort, 1909: se encuentra desde el río Mimika al río Pulau;
- P. u. aruensis - (Sharpe, 1877): se localiza en las islas Aru;
- P. u. meridionalis - (Sharpe, 1888): se encuentra en el sureste de Nueva Guinea.